# Ravazd
Ravazd é um município da Hungria, situado no condado de Győr-Moson-Sopron. Tem 28,55 km² de área e sua população em 2015 foi estimada em 1.200 habitantes.